# 小林由梨
小林 由梨（こばやし ゆり、1979年3月15日 - ）は、東京都三鷹市出身の女優。ワン・ツゥ・スリー、ショートドラマユニットB-amiru所属。

## 人物
身長158cm。体重48kg。
三鷹市立第三小学校、三鷹市立第四中学校、東京都立府中東高等学校、日本美容専門学校卒業。
特技はヘアーメイク、バレーボール。趣味は映画鑑賞、宝塚鑑賞。

## 出演作品

### テレビドラマ
- ぼくの魔法使い 第7話（2003年、日本テレビ）
- 火曜サスペンス劇場 うさぎと亀2 〜川の流れのように〜（2004年、日本テレビ）
- 特命係長 只野仁 2ndシーズン 第12話（2005年、テレビ朝日）[3]
- おいしい殺し方 -A Delicious Way to Kill-（2006年、BSフジ）
- シンデレラになりたい!（2006年、TBS）
- うさぎがもちつき（2007年、BS-i） - 李雅子
- モップガール 第2話（2007年、テレビ朝日）
- うさぎたちのもちつき（2008年、BS-i）
- 月の恋人〜Moon Lovers〜 第4話（2010年、フジテレビ）
- コウノドリ 第2シリーズ（2017年、TBS）
- 西郷どん（2018年、NHK）
- 義母と娘のブルース（2018年、TBS）
- ウルトラマンR/B 第6、7話（2018年、テレビ東京） - 小牧カオル
- 獣になれない私たち（2018年、日本テレビ）
- 連続ドラマW それを愛とまちがえるから（2019年、WOWOW）
- 腐女子、うっかりゲイに告る。 第6話（2019年、NHK） - 看護師
- 相棒 season18 第5話「さらば愛しき人よ」（2019年11月6日） ‐ 石川真悠子 役

### テレビ番組
- WOWGOW TV SHOW（WOWOW） - 番宣、本編ナレーション
- 痛快TV スカッとジャパンスペシャル（2017年、フジテレビ）

### 映画
- ホノカアボーイ（2009年、東宝）
- 味噌カレー牛乳ラーメンってめぇ〜の?（2022年4月15日、シネブリッジ） - 二本柳楓 役[4]

### CM
- 大正製薬 リアップ
- テイクアンドギヴ・ニーズ「ウェディング～小さな奇跡篇」
- 毎コミ派遣
- ネクソン アイビ
- 大塚製薬 ファイブミニ
- サッポロスーパークリア
- ラオックス
- ダイエー 歳末特別（2009年）
- ダイエー 桜満開セール篇（2010年）
- DHC 速攻ブルーベリー（2015年）
- POLUSグループ「ポラスの注文住宅」<理想の家族篇>（2017年）
- ニットーグループ株式会社二トムズ Nitto HARU stuck-on design;（2017年）
- 江崎グリコ ジャイアントコーン「ゴール・主婦篇」（2017年）
- 出前館「毎日、かあさん。ときどき、出前館。篇」（2017年）

### 舞台
- シアターリバブリック「新世紀ストリート」
- T-PLAN公演「星★月夜」
- ナトック#2「はさまれて」
- リボルブ方式「さなぎStaccato」
- リボルブ方式「ウォッカと聖書犬」
- KERA・MAP「ヤング・マーブル・ジャイアンツ」
- トム・プロジェクト プロデュース「狐狸狐狸ばなし」（2004年、2007年）
- B-amiru「岩島電気復興計画」
- B-amiru「自律神経出張所」
- B-amiru「迷惑未遂事件」
- B-amiru「嘘八百八町」
- B-amiru「妾大宴会」
- B-amiru「猿爛漫」
- B-amiru「鬱宮」
- B-amiru「頭」
- B-amiru「上海」

### MV
- 忘れらんねえよ「ばかばっか」（2014年）

### VP
- セキスイハイム「おひさまタウンの人々」
- auモバイルムービー

### DVD
- ファミ通WaveDVD
  - ファミチョイTV・ハミチョイTV（2006年 - 2009年） - 生活純子
- SAKEROCK「ラディカルホリデー その0」（2008年）